# 河上茂
河上 茂（かわかみ しげる、1948年8月5日 - ）は日本の政治家。千葉県議会議員（8期）。第67代千葉県議会議長、松戸市議会議員（4期）を歴任した。

## 経歴
千葉県松戸市生まれ。1967年に専修大学松戸高等学校を卒業。1971年に専修大学法学部法律学科を卒業。建設会社社員を経て、1973年から染谷誠の秘書を勤める。1982年11月の松戸市議会議員選挙に立候補して初当選を果たした。以後、1995年2月まで4期務めた。同年4月の千葉県議会議員選挙に松戸市南選挙区から無所属で立候補して、初当選を果たした。当選後、自由民主党から追加公認された。1999年4月11日の県議選で松戸市選挙区から立候補して再選を果たした。2003年4月13日の県議選では1位で3選を果たした。2007年の県議選で4選を果たした。2011年4月10日の県議選では1位で5選を果たした。2013年7月2日から2014年7月4日まで第67代千葉県議会議長を務めた。2015年4月12日の県議選でも1位で6選を果たした。2019年4月7日の県議選でも1位で7選を果たした。2023年4月9日の選挙では10人中3位で8選。

## 騒動
2022年6月6日、本会議中に参議院選挙の選挙対策本部の組織図を見ているところを目撃されている。また、同月9日には演説の日程表を見ていた。

## 人物
- 大学時代は応援団長を務めていた[4]。
- 父親は松戸市議会議員を務めていた[4]。

## 栄典
- 2005年 - 藍綬褒章[1]